# Wit Apostolakis-Gluziński
Wit Apostolakis-Gluziński (ur. 12 maja 1997 w Warszawie) – polski aktor dubbingowy. Syn aktorki i reżyserki dubbingu Anny Apostolakis-Gluzińskiej.

## Polski dubbing
- 2020: Fineasz i Ferb: Fretka kontra Wszechświat – Fineasz Flynn[2]
- 2018: Prawo Milo Murphy’ego – Fineasz Flynn
- 2017: Był sobie pies
- 2016: Soy Luna – Matteo Balsano
- 2014: Pudłaki – Eggs
- 2014: Młodzi Tytani: Akcja! – Bestia
- 2013: Nicky Spoko – Josh
- 2012: Violetta – Federico
- 2011: Fineasz i Ferb: Podróż w drugim wymiarze – Fineasz Flynn
- 2011: Hop
- 2010: Zakochany wilczek
- 2010: Karate Kid – Cheng
- 2010: Ostatni władca wiatru – Aang
- 2010: Stich!
- 2010: Garfield
- 2010: Metamorfoza – Jess
- 2010: Powodzenia, Charlie!
- 2010: Czarodziejka Lili: Smok i magiczna księga – Jonas
- 2010: Astro Boy – Ślimak
- 2010: Dalej, Diego! i Dora poznaje świat – Plecak
- 2010: Alicja w Krainie Czarów
- 2010: Nasza niania jest agentem – Ian
- 2009: Podniebny pościg
- 2009: Ferie zimowe Fineasza i Ferba – Fineasz Flynn
- 2009: Harry i wiaderko pełne dinozaurów – śpiew
- 2009: Koralina i tajemnicze drzwi
- 2009: Strażnicy z Chinatown
- 2009: Hannah Montana: Film – Rico
- 2009: Opowieść wigilijna
- 2009: Podniebny pościg
- 2009: Noc w muzeum 2 – Nick Daley
- 2009: Stacyjkowo – Bruno
- 2009: Tatastrofa – Andre
- 2009: Mikołajek – Alcest
- 2009: Jonas – Frankie Lucas
- 2008: Złota Rączka –
  - młody Maniek (odc. 24a),
  - Karolek
- 2008: Śladem Blue
- 2008: Hej Arnold! – Dziki
- 2008: Speed Racer – młody Speed
- 2008: Mów mi Dave – Josh Morrison
- 2008: Madagaskar 2 – mały Melman
- 2008: Kung Fu Panda
- 2008: Most do Terabithii
- 2008: Wspaniałe zwierzaki – Tuck
- 2008: Najnowsze wydanie – Bengi Siver
- 2008: Wyprawa na Księżyc 3D – Klucha
- 2008: Opowieści na dobranoc – Patrick
- 2008–2010: Awatar: Legenda Aanga – Aang
- 2007: Moi przyjaciele – Tygrys i Kubuś – Lumpek
- 2007: High School Musical 2
- 2007: Wiedźmin – Giermek, Biedny chłopiec
- 2007: Złoty kompas
- 2006: Pajęczyna Charlotty
- 2006: Wpuszczony w kanał
- 2006: Skok przez płot
- 2007: Fineasz i Ferb – Fineasz Flynn
- 2006: Stefan Malutki – Robercik
- 2007: Charlie i Lola – Mark
- 2006: Hannah Montana – Rico
- 2006: Wyspa dinozaura – Bartek
- 2006: Sposób na rekina – Mały Pyś
- 2006: Mój brat niedźwiedź 2 – Koda
- 2006: Młodzi mistrzowie Shaolin
- 2006: Happy Feet: Tupot małych stóp – młody Seymour
- 2006: Jan Paweł II: Nie lękajcie się – Karol Wojtyła (dziecko)
- 2006: Czerwony Kapturek – prawdziwa historia – Dzięciołek
- 2006–2010: Nie ma to jak hotel – Travis (odc. 82)
- 2005: Życzenie wigilijne Richiego Richa
- 2005: Nowe szaty króla 2 – Tipo
- 2005: Kubuś i Hefalumpy – Lumpek
- 2005: Mary Poppins – Michael Banks
- 2005: Zebra z klasą
- 2005: Roboty
- 2004: Batman
- 2004: Świnka Peppa
- 2004: Rogate ranczo – Świnka 3
- 2004: Fałszywa dwunastka – Nigel i Kyle
- 2003: Mój brat niedźwiedź – Dzieciaki; Młode misie
- 2003: Kubusiowe opowieści – Dziecko (odc. 45)
- 2001: Odjazdowe zoo – Chet